# 甘肃省革命委员会
甘肃省革命委员会，简称甘肃省革委会，是1968年1月至1979年12月间甘肃省的省级国家行政机关。历任主任为冼恒汉、宋平。